# Pepo Oliva
 José Luis Oliva Mayo, més conegut com a Pepo Oliva, és un actor espanyol. Treballava com a executiu a una empresa, però ho va deixar per treballar com a actor. Va debutar al cinema el 1988 a Tu novia está loca, i després va continuar a Todo por la pasta (1991) i Cachito (1996). Això li va permetre treballar a sèries de televisió com Las chicas de hoy en día (1992), Turno de oficio: 10 años después (1997), Periodistas (1998), Hermanas (1998), Compañeros (1998-2002), Mis adorables vecinos (2004-2005) i a alguns episodis d' Hospital Central, Los Serrano, La Señora i Cuéntame como pasó, Allí abajo, La catedral del mar, Paquita Salas i Señoras del (h)AMPA, Gregorio la versión española de Chucky 
- '.[2]

Pel que fa al cinema, a les Medalles del Cercle d'Escriptors Cinematogràfics de 2004 fou nominat al millor secundari pel seu paper a Héctor. El 2011 va guanyar el premi Caja de Madrid al Festival de Curtmetratges d'Alcalá de Henares per La granja.